# Aegilotriticum sancti-andreae
Aegilotriticum sancti-andreae är en gräsart som först beskrevs av Árpád von Degen, och fick sitt nu gällande namn av Károly Rezsö Soó von Bere. Aegilotriticum sancti-andreae ingår i släktet Aegilotriticum och familjen gräs. Inga underarter finns listade i Catalogue of Life.